# Clay Paky

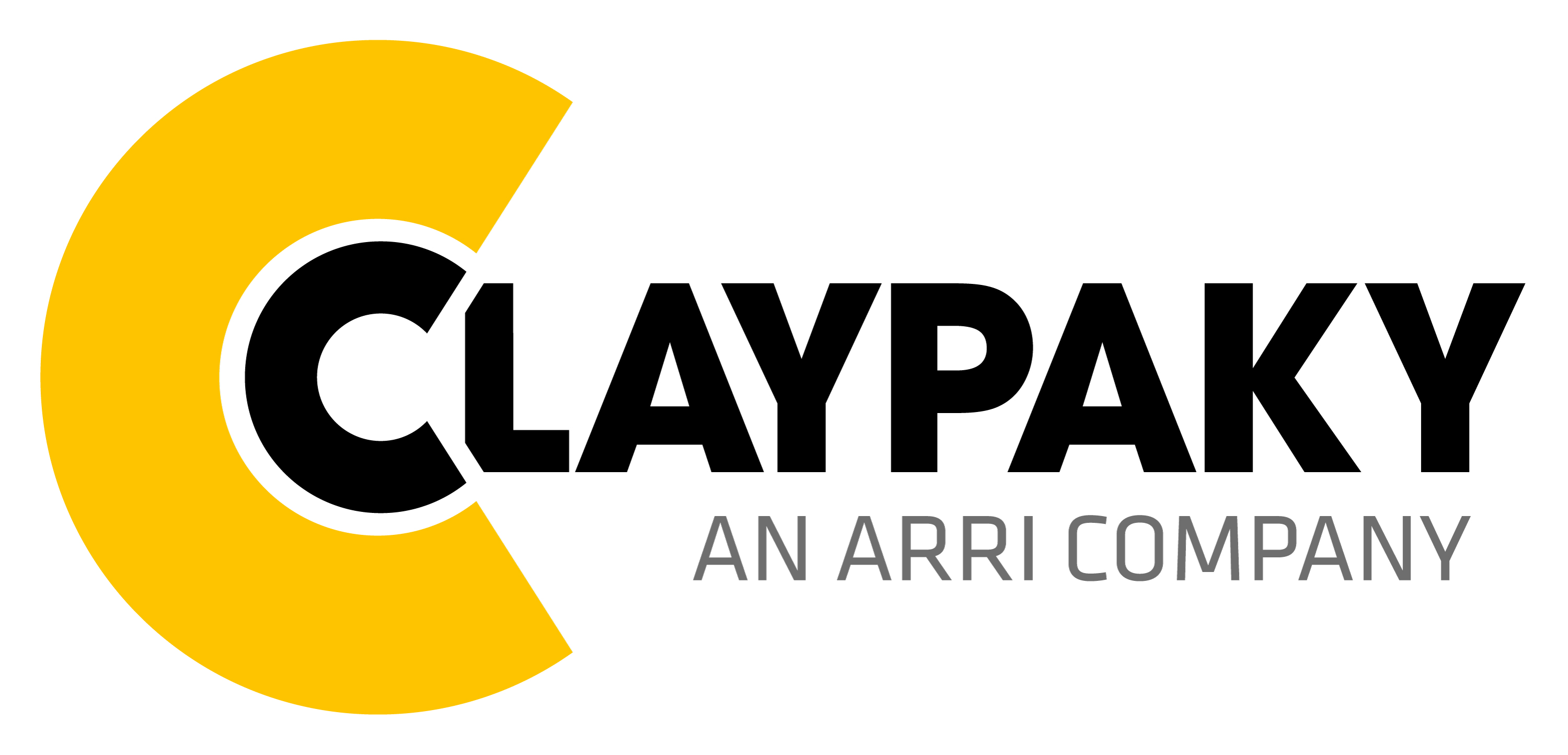
Logo van Claypaky

Clay Paky is een Italiaanse fabrikant van lichtapparatuur voor de entertainment- en architectonische industrie. Het bedrijf is op 28 augustus 1976 opgericht door Pasquale Quadri en gevestigd te Seriate, Italië.
Enkele bekende producten die door Clay Paky zijn ontwikkeld zijn:
- Astrodisco (1982): een lichteffect met 3 motoren en één lamp die via lenzen lichtbundels projecteert. De Astrodisco was verkrijgbaar met 150 of 250 watt halogeenlamp en met gasontladingslamp.
- Astroraggi (1983): effect met draaiende lamp die via stilstaande lenzen tientallen afwisselende lichtstralen de ruimte instuurt. De oorspronkelijke Astroraggi had één halogeenlamp van 150 watt, latere versies hadden twee van dergelijke lampen of zelfs een 400 watt gasontladingslamp ("Astroraggi Power", nog steeds in het programma).
- Golden scan (1987): de eerste generatie "intelligente" lichteffecten deed met de Golden Scan haar intrede. De positie, kleur, vorm en andere eigenschappen van de lichtbundel konden door de operator via een stuurtafel worden bediend. Tot de dag van vandaag worden de verschillende generaties Golden Scans in de professionele verlichtingsindustrie gebruikt. Voor de sturingselektronica deed Clay Paky een beroep op het Engelse merk Pulsar Electronics.

De klassieke effecten als Astrodisco werden uiteindelijk grotendeels verdrongen door deze intelligente effecten. Als een van de weinige fabrikanten van klassieke effecten heeft Clay Paky deze overstap tijdig kunnen maken. Vele andere (onder andere het Spaanse Satel en het Italiaanse Nisel) slaagden hier niet in en verdwenen aan het einde van de jaren 80 van het toneel.
Oprichter en eigenaar Quadri overleed op 7 september 2014.